# NK Mramor
NK Mramor je bosanskohercegovački nogometni klub iz Mramora kod Tuzle.

## Povijest
Klub je osnovan 1953. godine.
U sezoni 2006./07. ispali su iz Prve lige FBiH i od tada se natječu u sjevernoj skupini Druge lige FBiH.
Klub organizira Memorijalni turnir 26. Avgust (26. kolovoz) u znak sjećanja na tragediju koja se dogodila 26. kolovoza 1990. u rudniku Dobrnja - Jug kada je poginulo 180 rudara.

## Vanjske poveznice
- Službene stranice NK Mramor  Arhivirana inačica izvorne stranice od 10. travnja 2015. (Wayback Machine)